# The Master of Ragnarok & Blesser of Einherjar
The Master of Ragnarok & Blesser of Einherjar ist eine japanische Light-Novel-Reihe, die von Seiichi Takayama geschrieben und von Yukisan illustriert wird. Chany serialisiert eine Manga-Adaption auf der Website von Hobby Japan. Das Light Novel wurde 2018 als Anime-Serie adaptiert und im Fernsehen ausgestrahlt.

## Handlung
Yuuto Suoh ist ein normaler Schüler, der sich mit modernen Sagen auskennt. Um eine dieser Legenden zu beweisen, besuchen er und sein Kindheitsfreund Mitsuki Shimoya einen örtlichen Schrein in der Nähe. Während er jedoch mit seinem solarbetriebenen Smartphone ein Bild von sich neben dem göttlichen Spiegel des Schreins macht, wird er auf mysteriöse Weise in eine andere Welt namens Yggdrasil versetzt.
Diese neue Welt, in die er kommt, ist stark von der nordischen Mythologie durchdrungen. Er findet auch, dass viele Menschen sich gegenseitig um Landherrschaft streiten. Yuuto wird später vom sogenannten Wolfs-Clan aufgenommen, der eine minderwertige militärische Taktik hat. Mit dem Wissen über militärische Taktiken, das er aus der Schule und über sein Smartphone gelernt hat, macht er den Wolfsclan allmählich zu einem prominenten Patriarchen. Im Gegenzug gewinnt er auch die Zuneigung einer Gruppe magischer Kriegermädchen, die als Einherjar bekannt sind.

## Charaktere
Yuuto Suoh
Yuuto wurde versehentlich nach Yggdrasil transportiert, als er ein Selfie vor einem göttlichen Spiegel machte. Dort wurde er zum Warlord und zum Patriarchen des Wolfsclans. Er nutzte sein Wissen des 21. Jahrhunderts, um die Technologie des Bronzenen Zeitalters zu aktualisieren. Obwohl er keine einzigartigen Fähigkeiten besitzt, ist er ein geschickter Kommandant, indem er Taktiken berühmter Eroberer nachahmt, obwohl er diese als bloße „Betrüger“ betrachtet.
Felicia
Felicia ist eine der Einherjars des Wolfsclans und Yuutos vereidigte jüngere „Schwester“. Sie kämpft mit einer Peitsche. Ihre Rune ermöglicht es ihr, sich mit übermenschlicher Geschwindigkeit zu bewegen. Sie ist auch heimlich in Yuuto verknallt und nutzt jede Gelegenheit, um ihn mit ihrer Schönheit zu verführen.
Sigrun
Sigrun ist eine der Einherjars des Wolfsclans und Yuutos vereidigte Tochter. Sie kämpft mit einem Katana, das Yuuto ihr gegeben hat. Ihre Rune erhöht ihre Stärke. Sie bewundert Yuuto sehr, wünscht sich sein Lob ihm. Ihr Ehrgefühl veranlasst sie, ihn sehr zu beschützen. Dies führt schließlich dazu, dass sie Gefühle für ihn entwickelt.
Ingrid
Ingrid ist eine der Einherjars des Wolfsclans und Yuutos vereidigte Tochter. Ihre Rune verleiht ihr Meisterschmiedekunst. Sie ist in Yuuto verliebt und interpretiert die Bedeutung hinter seinen Worten oft falsch.
Linnea
Linnea ist die Patriarchin des Horn-Clans. Sie wurde Yuutos vereidigte jüngere Schwester, nachdem ihr Clan vom Wolf-Clan erobert wurde. Sie ist eine erbliche Patriarchin, was im technokratischen Yggdrasil illegal ist. Sie hielt sich für unwürdig zu führen und schlug vor, Yuuto zu heiraten und ihre Clans mit ihm als Patriarchen zu vereinen. Obwohl ihr Vorschlag diplomatisch ist, entwickelt sie schließlich echte Zuneigung zu ihm.
Albertina
Eine der Prinzessinnen des Klauenclans und die ältere Zwillingsschwester von Christina. Im Gegensatz zu ihrer Schwester ist sie unschuldig und langsam. Sie ist eine Einherjar, deren Rune es ihr ermöglicht, sich mit übermenschlichen Geschwindigkeiten zu bewegen und ihre Anwesenheit ein wenig zu verbergen, was sie zu einer hervorragenden Attentäterin macht. Sie wurde Yuutos vereidigte Tochter, nur weil es auch ihre Schwester tat.
Christina
Eine der Prinzessinnen des Klauenclans und die jüngere Zwillingsschwester von Albertina. Im Gegensatz zu ihrer Schwester, ist sie boshaft und intelligent. Sie ist eine Eingerjar, deren Rune es ihr ermöglicht, ihre Anwesenheit zu verbergen und ihre Geschwindigkeit ein wenig zu erhöhen. Dies macht sie, zusammen mit ihren Fähigkeiten zum Sammeln von Informationen, zu einer hervorragenden Spionin. Sie wurde Yuutos vereidigte Tochter, weil sie seine Führungsqualitäten respektierte.
Mitsuki Shimoya
Yuutos Jugendfreundin, in der er verknallt ist. Sie kann Yuuto mit dem Telefon anrufen, das er noch besitzt, während er sich in der Nähe des göttlichen Spiegels befindet, der ihn nach Yggdrasil gerufen hat. Als Yuuto in das 21. Jahrhundert zurückkehrt, ist sie begeistert. Es dauert allerdings nicht lange, bis Mitsuki erkennt, dass Yuuto nach Yggdrasil zurückkehren möchte. Sie beschloss mit ihm zu gehen. Nachdem sie es geschafft hat Yuuto davon zu überzeugen, dass sie ihre Entschlossenheit nicht zurücknehmen wird, akzeptiert sie Yuutos Heiratsantrag.

## Medien

### Light Novel
Die Light-Novel-Reihe wurden von Seiichi Takayama geschrieben und von Yukisan illustriert. Hobby Japan veröffentlichte den ersten Roman im August 2013.

### Manga
Eine Manga-Adaption von Chany wird seit 2015 auf der Website von Hobby Japan veröffentlicht.

### Anime
Eine Adaption als Anime-Fernsehserie wurde vom Studio EMT Squared produziert. Sie wurde vom 8. Juli bis 23. September 2018 auf Tokyo MX und BS11 ausgestrahlt. Die Serie wurde von Kōsuke Kobayashi inszeniert und das Script stammt von Natsuko Takahashi. Für das Charakterdesign waren Mariko Ito und Miyako Yatsu verantwortlich. Aya Uchida spielte das erste Titellied „Bright way“ und Petit Milady das letzte Titellied „Sekaijū ga Koi o Suru Yoru“. Die Serie lief bei Crunchyroll im Simulcast, unter anderem mit deutschen Untertiteln. Crunchyroll trat auch als Coproduzent der Serie auf. Funimation produzierte die englische Synchronisation.

#### Synchronisation
| Rolle           | Japanische Stimme (Seiyū) |
| --------------- | ------------------------- |
| Yuuto Suoh      | Kōdai Sakai               |
| Felicia         | Rie Suegara               |
| Sigrun          | Arisa Date                |
| Ingrid          | Maki Kawase               |
| Linnea          | Kanon Takao               |
| Albertina       | Aoi Yūki                  |
| Christina       | Ayana Taketatsu           |
| Mitsuki Shimoya | Aya Uchida                |